# Centre de recherche et d'information indépendantes sur les rayonnements électromagnétiques
Cet article possède un paronyme, voir Centre d'information sur les rayonnements électromagnétiques.
Le Centre de recherche et d'information indépendant sur les rayonnements électromagnétiques (CRIIREM) est une association dont le but est d'informer sur les effets des champs électromagnétiques sur les biens et les personnes.

## Organisation
Le CRIIREM propose aussi de réaliser des  mesures de champs électromagnétiques, afin de les comparer à celles avancées notamment par les opérateurs mobiles.

## Objectifs
L'objectif de la structure est d'apporter une information indépendante de l'industrie et de l'administration quant à la protection des populations en matière de champs électromagnétiques artificiels, c’est-à-dire : 
- informer de façon claire et objective sur les effets des champs électromagnétiques dans l’environnement ambiant ;
- proposer des solutions en faveur de la protection des populations visant à minimiser les doses de rayonnement ;
- constituer un contre-pouvoir indépendant des intérêts industriels et commerciaux.

## Principaux sujets d'actions

### Téléphonie mobile
La structure considère les normes internationales d’exposition aux champs électromagnétiques de la téléphonie mobile, issues de recommandations d’organismes internationaux tels que l’OMS, comme trop peu exigeantes. Elle considère que dans le cadre de la gestion des risques, il faut se référer aux recommandations scientifique les plus faibles (0,6 V/m).[réf. nécessaire]

### Wi-Fi
Elle s’inquiète aussi du Wi-Fi considérant qu’en mode Wi-Fi, le terminal émet des ondes pulsées à 2 450 MHz, la fréquence optimum pour agiter les molécules d'eau - c'est-à-dire exactement celle utilisée par un four à micro-ondes". La technique utilisée par de plus en plus de terminaux divers participe à augmenter le niveau d'exposition global.[réf. nécessaire]

### Lampes basse consommation
Elle alerte aussi sur les champs électromagnétiques des lampes fluorescentes (ou basses consommation). La structure « déconseille de les utiliser sur les lampes de bureau et les lampes de chevet et partout où les lampes sont le plus souvent à moins d'un mètre des personnes ».

## Critiques
L'activité et les conclusions de la structure font l'objet de critiques, venant en écho aux controverses relatives à la sensibilité électromagnétique, alors que la communauté scientifique s'accorde sur un constat d'innocuité,, .